# Раслер, Роберт
Роберт Раслер (англ. Robert Rusler; 20 сентября 1965 года, Форт-Уэйн, штат Индиана, США) — американский актёр кино и телевидения, получивший известность благодаря участию в известных молодёжных фильмах 1980-х годов.

## Биография
Раслер родился в Форт-Уэйне, штата Индиана. Сын Марии Елены (в девичестве Варела) и Ричарда С. Раслера. Начал заниматься сёрфингом и скейтбордингом на полу-профессиональном уровне, когда переехал в Ваикики-Бич на Гавайях, участвовал в местных соревнованиях по этим видам спорта. Затем он со своей семьёй переехал в Лос-Анджелес, где увлёкся восточными единоборствами. Окончив школу, Роберт начал ходить на актёрские курсы в «Loft Studio» с Пегги Фьюри и Уилльямом Тейлором.

## Карьера
Первой ролью в кино стал персонаж Макса из комедии «Ох уж эта наука!», а затем том же году выходит картина «Кошмар на улице Вязов 2: Месть Фредди». В 1986 году сыграл главную роль в комедийном ужастике «Вамп», и скейтбордиста Томми Хука в фильме «Столкновение». В 1991 году снимается в продолжении экранизации повести Стивена Кинга, снятой для телевидения — «Иногда они возвращаются». В начале 1990-х снялся в главных ролях нескольких телесериалах, которые быстро были закрыты — «Изгои» и «Падающий ангел». Наибольшую известность получил благодаря роли Уоррена Кеффера во втором сезона сериала «Вавилон-5». Вместе с Марком Хэмиллом и Малькольмом МакДауэллом снялся для компьютерной игры «Wing Commander IV», состоящей из видео-сегментов.
Также Раслер появился в гостевых ролях в сериалах «Истории жизни», «Снупс», «Детектив Раш», «Отряд «Антитеррор»», «24 часа», «Ищейка», «Звёздный путь: Энтерпрайз». Кроме того снялся в рекламном ролике «Heineken», снятом Оливером Стоуном.

## Фильмография

### Кино
| Кино | Кино                                  | Кино                                          | Кино           | Кино                                |
| Год  | Название                              | В оригинале                                   | Роль           | Примечания                          |
| ---- | ------------------------------------- | --------------------------------------------- | -------------- | ----------------------------------- |
| 2012 | Запасной вариант                      | Plan B                                        | Мистер Хассел  | короткометражный фильм              |
| 2011 | Доставлено                            | Delivered                                     | Виггс          |                                     |
| 2010 | Тёмная сторона Белли                  | The Black Belle                               | Роберт Растлер |                                     |
| 2007 | План действий                         | Agenda                                        | Алек Фостер    |                                     |
| 2007 | Расплата                              | Forfeit                                       | Джимми         |                                     |
| 2006 | Последняя охота                       | The Hunt                                      | Аттикус Монро  | роль второго плана                  |
| 2006 | Смена                                 | Shifted                                       | Скиппи         |                                     |
| 2006 | Глюки                                 | Surveillance                                  | Бен Палмер     |                                     |
| 2005 | Отскок                                | Rebound                                       | Тренер         |                                     |
| 2004 | Воздушный удар                        | Air Strike                                    | Бен Гарретт    | сразу на видео                      |
| 2004 | Девять ярдов 2                        | The Whole Ten Yards                           | Полицейский #2 | эпизодическая роль                  |
| 1999 | Потерянные в Вавилоне                 | Wasted In Babylon                             | Чез            |                                     |
| 1995 | Командир эскадрильи 4: Цена свободы   | Wing Commander IV: The Price Of Freedom       | Ситер          | компьютерная игра с живыми актёрами |
| 1993 | Амитивилль 7: Новое поколение         | Amityville: A New Generation                  | Рей            | сразу на видео                      |
| 1992 | Кризис в Кремле                       | Crisis In The Kremlin                         | Джек Райлли    |                                     |
| 1992 | Последнее объятие                     | Final Embrace                                 | Кайл Лэмбтон   |                                     |
| 1989 | Шэг                                   | Shag                                          | Базз           |                                     |
| 1986 | Столкновение                          | Thrashin'                                     | Томми Хук      |                                     |
| 1986 | Вамп                                  | Vamp                                          | Эй-Джей        | главная роль                        |
| 1986 | В опасной близости                    | Dangerously Close                             | н/д            |                                     |
| 1985 | Кошмар на улице Вязов 2: Месть Фредди | A Nightmare on Elm Street 2: Freddy’s Revenge | Рон Грейди     | роль второго плана                  |
| 1985 | Ох уж эта наука!                      | Weird Science                                 | Макс           | роль второго плана                  |

### Телевидение
| Телевидение | Телевидение                   | Телевидение                                | Телевидение           | Телевидение                               |
| Год         | Название                      | В оригинале                                | Роль                  | Примечания                                |
| ----------- | ----------------------------- | ------------------------------------------ | --------------------- | ----------------------------------------- |
| 2012        | Кости                         | Bones                                      | Хантер Шерман         | эпизод «The Warrior In The Wuss»          |
| 2011        | Метро                         | Metro                                      | Балмер                | телевизионный фильм                       |
| 2008        |                               | LA LA Land                                 | Джерри Флаксмен       | телевизионный фильм                       |
| 2008        | Медиум                        | Medium                                     | Дэвид Бэррингтон      | эпизод «Do You Hear What I Hear?»         |
| 2007        | Отряд «Антитеррор»            | The Unit                                   | Полковник             | эпизод "M.P.s "                           |
| 2007        | Ищейка                        | The Closer                                 | Джо Уайт              | эпизод «Lovers Leap»                      |
| 2006        | 24 часа                       | 24                                         | Хэнк                  | эпизод «Day 5: 11:00 a.m.-12:00 p.m.»     |
| 2004        | Морская полиция: Спецотдел    | NCIS: Naval Criminal Investigative Service | Лейтенант Кёртис Тиг  | эпизод «Vanished»                         |
| 2004        | Детектив Раш                  | Cold Cas                                   | Лейтенант Нэш Каванов | эпизод «The Plan»                         |
| 2003        | Подозреваемые                 | Dragnet                                    | н/д                   | эпизод «Slice Of Life»                    |
| 2003        | Звёздный путь: Энтерпрайз     | Enterprise                                 | Оргот                 | эпизод «Anomaly»                          |
| 1999        | Снупс                         | Snoops                                     | н/д                   | эпизод «Bedfellas»                        |
| 1999        | Майк Хаммер, частный детектив | Mike Hammer, Private Eye                   | Джимми Грекко         | эпизод «The Long Road To Nowhere»         |
| 1997        | Вне закона                    | The Underworld                             | Дик                   | телевизионный фильм                       |
| 1995        | Она написала убийство         | Murder, She Wrote                          | Пит Мэнтир            | эпизод «The Secret Of Gila Junction»      |
| 1994        | Вавилон-5                     | Babylon 5                                  | Уоррен Кеффер         | 22 эпизода                                |
| 1993        | Падающий ангел                | Angel Falls                                | Тоби Риопелл          | н/д                                       |
| 1991        | Иногда они возвращаются       | Sometimes They Come Back                   | Ричард Лоусон         | телевизионный фильм                       |
| 1990        | Изгои                         | The Outsiders                              | Тим Шепард            | 13 эпизодов                               |
| 1987        | Та самая ночь                 | Tonight’s The Night                        | Кенни Костнер         | телевизионный фильм                       |
| 1985        | Истории жизни                 | The Facts Of Life                          | Нил                   | эпизоды «Gone With The Wind, Parts 1 & 2» |

### Документальные проекты
| Документальные проекты | Документальные проекты                                 |
| Год                    | Название                                               |
| ---------------------- | ------------------------------------------------------ |
| 2010                   | Never Sleep Again: The Elm Street Legacy               |
| 2006                   | The Hunt Chronicles                                    |
| 2006                   | Rising Son: The Legend of Skateboarder Chrisitan Hosoi |